# Теруо Ивамото
Теруо Ивамото (јап. 岩本 輝雄; 2. мај 1972) бивши је јапански фудбалер.

## Каријера
Током каријере је играо за Белмаре Хирацука, Кјото Санга, Вегалта Сендај и многе друге клубове.

## Репрезентација
За репрезентацију Јапана дебитовао је 1994. године. За тај тим је одиграо 9 утакмица и постигао 2 гола.

## Статистика
| Јапан  | Јапан   | Јапан  |
| Година | Наступи | Голови |
| ------ | ------- | ------ |
| 1994.  | 9       | 2      |
| Укупно | 9       | 2      |